# Casa de Sforza
La casa de Sforza fue una familia noble italiana. El nombre Sforza significa "esfuerzo" en italiano. El apellido deriva del apodo de su fundador, Muzio Attendolo (Cotignola, 1369 - cerca de Rávena, 1424), un capitán de la Romaña al servicio de los reyes angevinos de Nápoles, llamado Sforza por su destreza. Fue la dinastía de los condottieri italianos que tuvieron mejor suerte.
El primer déspota italiano de la dinastía Sforza en Milán fue Francesco Sforza, que previamente había sido capitán de las fuerzas de Filippo Maria Visconti, a quien reemplazó en 1450. Era hijo del célebre condotiero Muzio Attendolo Sforza, el fundador de la estirpe. Su mandato está caracterizado como un periodo de gran estabilidad y de prosperidad general. Sus numerosos méritos, en los cuales estaba basado su gobierno, le proporcionaron gran popularidad y el amor del pueblo; los milaneses solían decir que era un honor el ser gobernados por un déspota tan distinguido.
Francesco gobernó hasta 1466, cuando su hijo Galeazo Maria Sforza lo sustituyó. Este, aunque sujeto a caprichos (como frecuentes actos de crueldad hacia sus conocidos), asentaba su poder en la libertad económica que poseía, en la caza y en la gente distinguida que le cercaba, así como en su físico. A la gente no le complacía, y como consecuencia, lo asesinaron.
Como sucesor de Galeazo vino Ludovico Sforza, “il Moro”, quinto hijo de Francesco Sforza. Su genio político le ganó la reverencia del pueblo italiano; ejerció el poder hasta 1499, cuando huyó ante las fuerzas combinadas de César Borgia y Luis XII de Francia.
La única rama todavía existente es la de los Sforza de Santa Fiora, hoy Sforza Cesarini, con sede en Roma, que gobernó el condado de Santa Fiora como estado autónomo desde 1439 hasta 1624 y posteriormente como señores feudales de las familias Medici y Lorena hasta 1806.

## Gobierno en Milán

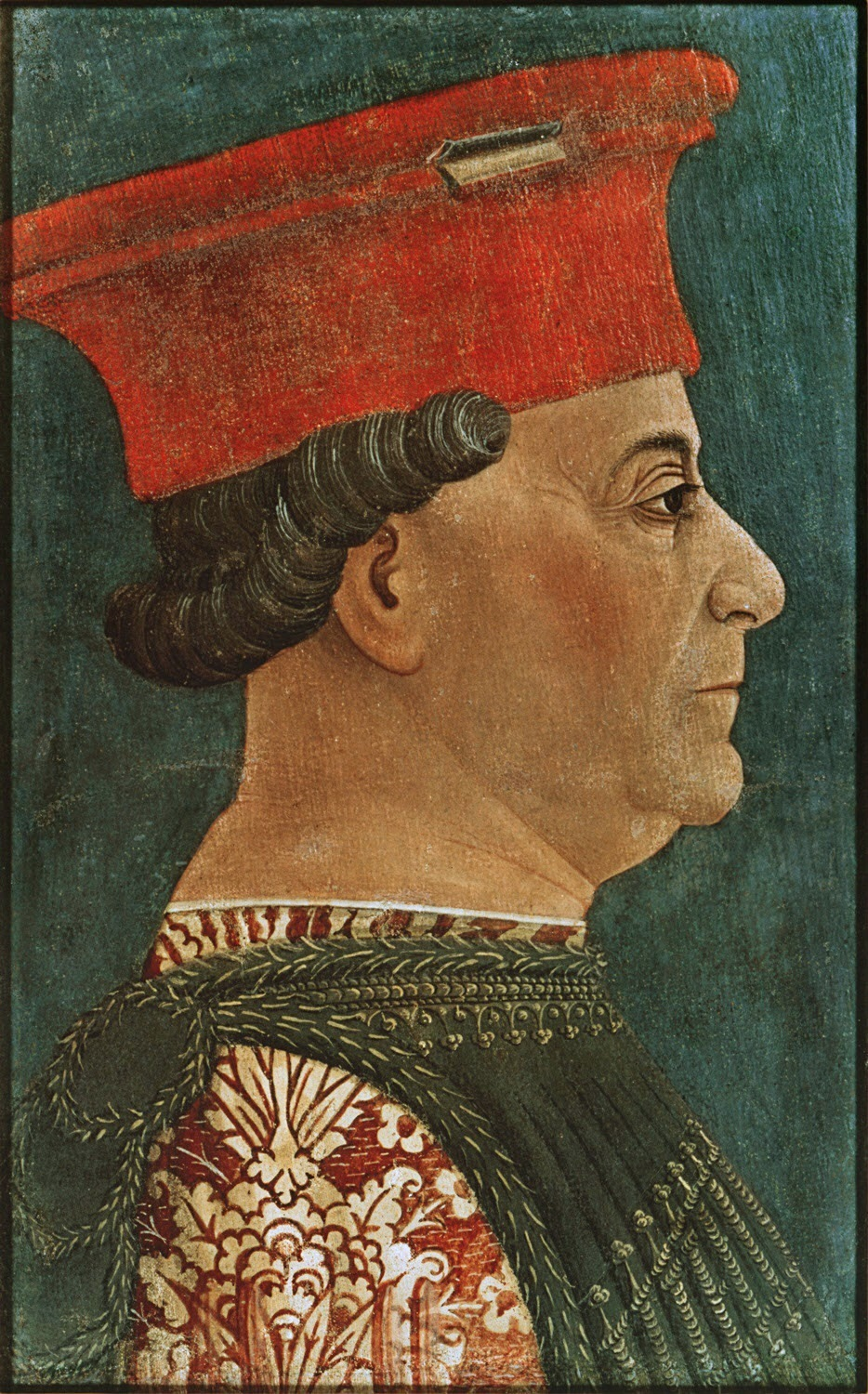
Retrato de Francesco Sforza,1460, Pinacoteca di Brera (Milán).

El primer duque de Milán fue el hijo mayor de Muzio Attendolo Sforza, Francisco I Sforza (1401-1466), que adquirió el título ducal gracias a su matrimonio con Bianca Maria Visconti, la última heredera del duque Filippo Maria Visconti, que murió en 1447. Esta unión dio origen a la rama principal de la familia. Francisco I fue sucedido por Galeazzo Maria Sforza (1444-1476), duque de 1466 a hasta su muerte, que se casó con Bona de Saboya. Entre sus hijas ilegítimas estuvo Caterina Sforza, quien se casó en primeras nupcias con Girolamo Riario, convirtiéndose en la Virgen de Forli e Imola, y más tarde fue la madre de Giovanni delle Bande Nere.
El sucesor de Galeazzo María era su hijo Gian Galeazzo (1469-1494), quien, a causa de su debilidad e ineptitud, en la práctica nunca gobernó directamente. Este se casó con Isabel de Nápoles. La regencia del ducado, desde el principio, estuvo en manos de Ludovico "el Moro" Sforza,  y su título de duque lo obtuvo a la muerte de su sobrino.
Ludovico "el Moro" se casó con Beatrice d'Este. Como prueba del prestigio del ducado de Milán, Bianca Maria, la hermana de Gian Galeazzo, se casaría con el emperador Maximiliano I de Habsburgo. Ludovico "el Moro" gobernó el ducado hasta 1500, cuando finalmente fue derrotado y hecho prisionero por los franceses.
Después de que los franceses fueran expulsados por el ejército de mercenarios suizos del Imperio (1512), el ducado de Milán quedó en manos de los hijos de Ludovico "el Moro", Maximiliano (1493 a 1530) y Francisco II (desde 1495 hasta 1535), que se casó con Cristina de Dinamarca, sobrina del emperador Carlos V, por unos cuantos años apenas. Estos descendientes participarían en las guerras entre Francia y el Imperio, gobernando en los intervalos y bajo la protección de los Habsburgo, que, después de la muerte de Francisco II y sin dejar descendencia alguna, perdieron el título y su ducado pasó.
La rama siguió viva en una familia menor, la de Juan Pablo (1497-1535), que era hijo natural de Ludovico "el Moro" y Lucrezia Crivelli, descendiente de la rama de los marqueses de Caravaggio, casa extinta en 1717. En segundo lugar se encontraba el hijo ilegítimo de Francisco I, descendiente de la rama de las cuentas de Borgonovo Val Tidone, y casa extinta en 1680, a partir de Jacopetti, hijo natural de Sforza. Otra rama de la casa Sforza tendría lugar con el descendiente de la rama de los condes de Castel San Giovanni, que llegaría hasta el siglo XX y que pertenecía a la descendencia del ministro Carlo, uno de los últimos Sforza.

## Línea de sucesión

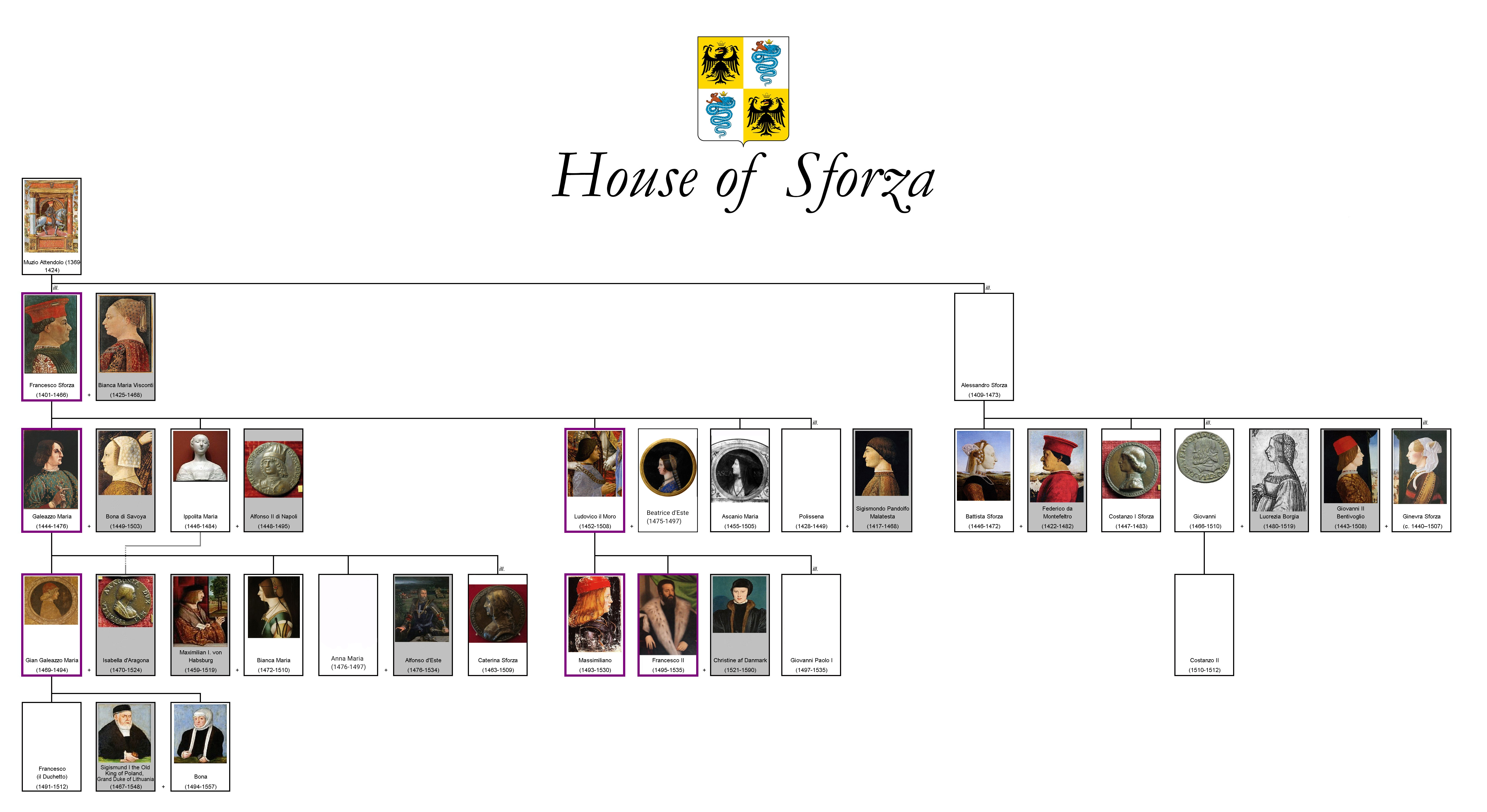
Árbol genealógico de los Sforza.

### Rama de Milán
- Francesco I Sforza (Duque de Milán, 1450-1466)
- Galeazzo Maria Sforza (Duque de Milán, 1466-1476), padre de Bianca Maria Sforza (Emperatriz del Sacro Imperio Romano, 1494-1510)
- Gian Galeazzo Maria Sforza (Duque de Milán, 1476-1494), padre de Bona Sforza (Reina de Polonia, 1518-1548, y Duquesa de Bari, 1524-1557)
- Ludovico "el Moro" (Duque de Milán, 1494-1499 y brevemente en 1500)
- Hércules Maximiliano Sforza (Duque de Milán, 1512-1515)
- Francesco II Sforza (Duque de Milán, 1521-1535)

### Rama de Pésaro
- Muzio Attendolo Sforza (Conde de Cotignola)
- Alessandro Sforza (Señor de Pésaro)
- Costanzo I Sforza (Señor de Pésaro)
- Giovanni Sforza (Señor de Pésaro)
- Costanzo II Sforza (Señor de Pésaro)

### Rama de la Santa Fiora
- Muzio Attendolo Sforza (Conde de Cotignola)
- Bosio Sforza (Conde de Cotignola, Señor de Castell)
- Francesco Sforza de Cotignola (Conde de Cotignola)
- Guido Sforza de Santa Fiora (Conde de Santa Fiora)
- Giovanni Sforza de Santa Fiora (Conde de Santa Fiora)
- Federico Sforza de Santa Fiora (Conde de Santa Fiora)
- Bosio Sforza de Santa Fiora (Conde de Santa Fiora) (1486-1538)
- Sforza Sforza Castell'Arquato (Marqués de Castell'Arquato) (1520-1575)
- Francesco Sforza Varzi (Conde de Cotignola, Marqués de Varzi)
- Mario Sforza de Santa Fiora (Conde de Santa Fiora)
- Federico II Sforza de Santa Fiora (Conde de Santa Fiora)
- Alessandro Sforza de los Signos (Duque de Signos)
- Mario Sforza de Santa Fiora (Duque de Onano, Conde de Santa Fiora)
- Onano Ludovico Sforza (Duque de Onano)
- Pablo Proceno Sforza (Marqués de Proceno)
- Francesco Sforza de Santa Fiora (Duque de Onano, Conde de Santa Fiora)
- Federico Sforza de los Signos (Duque de Signos), rama Sforza-Cesarini

### Rama de Caravaggio
- Giovanni Paolo I Sforza (Marqués de Caravaggio y Conde de Galle, 1532-1535)
- Muzio Sforza de Caravaggio (Marqués de Caravaggio y Conde de Gallo, 1535-1553)
- Francesco I Sforza de Caravaggio (Marqués de Caravaggio y Conde de Galle, 1553-1580)
- Muzio Sforza de Caravaggio (Marqués de Caravaggio y Conde de Galle, 1580-1622; a partir de 1603 Conde de Casteggio Lacchiarella)
- Juan Pablo II Sforza de Caravaggio (Marqués de Caravaggio, Conde de Galle y Casteggio Lacchiarella, 1622-1630)
- Muzio Sforza de Caravaggio II (Marqués de Caravaggio, etc., 1630-1637)
- Francesco Sforza de Caravaggio II (hijo de Muzio II, Marqués de Caravaggio, etc., 1637-1680)
- Francesco Sforza de Caravaggio III (Marqués de Caravaggio, etc., 1680-1697)
- Bianca Maria Sforza de Caravaggio (Marquesa de Caravaggio, etc., 1697-1717)